# Abraham Beame
Abraham David Beame (Londen, 20 maart 1906 - New York, 10 februari 2001) was de 104e burgemeester van New York.
Zijn ambtsperiode liep van 1974 tot 1977. Beame heeft zich het grootste gedeelte van zijn termijn moeten ontfermen over de gigantische crisis waar de stad onder leed. In die periode lag een bankroet voor New York op de loer.
- Gemeinsame Normdatei: 130075841
- International Standard Name Identifier: 0000 0000 3083 0188
- Library of Congress Control Number: n87836106
- National Archives and Records Administration: 10572875
- SNAC: w6z89dpm
- Virtual International Authority File: 30634948
- WorldCat: E39PBJwD4pwPVvYgph46CGdfbd